# Sanaya Irani
Pour les articles homonymes, voir Irani (homonymie).
Sanaya Irani est une actrice indienne de télévision qui s'est fait connaître en jouant dans la série Miley Jab Hum Tum (en). Elle est ensuite apparue dans Iss Pyaar Ko Kya Naam Doon? (en), Chhanchhan (en) et Ma vie sans elle.

## Biographie
Sanaya Irani a fait des études à Ooty, une ville de 90 000 habitants, où l'on parle essentiellement tamoul. Elle a poursuivi ses études au Sydenham College of Commerce and Economics (en), une école de commerce à Bombay.
Elle a commencé sa carrière en tant que mannequin. Ensuite, elle est apparue dans certaines publicités, et a décidé d'arrêter les études, espérant devenir actrice. Au début de sa carrière, Irani ne parlait pas couramment l'hindi et a évoqué ses difficultés avec cette langue à plusieurs reprises. Elle s'est fait connaitre grâce à sa première série télévisée, Miley Jab Hum Tum, en 2008-2010. À la fin du tournage, elle annonce sa relation avec son co-star, Mohit Sehgal (qui jouait le rôle de Samrat Shergill). Sanaya se présente alors au casting d'un nouvelle série de Star Plus, Iss Pyar Ko Kya Naam Doon en 2011-2012. Elle connait alors un succès dans le monde entier dans son rôle de Khushi Kumari Gupta, grâce à son alchimie avec l'acteur Barun Sobti qui jouait le rôle de Arnav Singh Raizada. Sanaya joue par la suite dans la série ChhanChhan 2013 en compagnie de l'acteur Farhan Khan. Elle apparaît également dans Rangrasiya, une autre série télévisée indienne, en 2013-2014 avec son co-star Ashish Sharma. Iss Pyar Ko Kya Naam Doon  a été traduit dans plusieurs langues dans le monde, procurant notamment une notoriété à Sanaya Irani au Moyen-Orient. 
Sanaya a également participé à l'émission Jhalak Dikhla Jaa, version indienne de Strictly Come Dancing, en invité dans la saison 6 en 2013, et en concurrente dans la huitième saison en 2015. Elle est arrivée en finale dans cette huitième saison et a terminé en deuxième position.
Le 25 janvier 2016, Sanaya Irani s'est marié avec l'acteur Mohit Sehgal,  à Goa. Son retour sur les écrans est annoncé, à nouveau dans une émission de Star Plus.

## Filmographie
| An   | Film           | Rôle         | Réalisateur  |
| ---- | -------------- | ------------ | ------------ |
| 2006 | Fanaa          | Mehbooba     | Kunal Kohli  |
| 2018 | Dum Dum Dumroo | Dr Sneha     | Akash Goila  |
| 2018 | Pihu           | Pihu         |              |
| 2019 | Fantôme        | Simran Singh | Vikram Bhatt |